# Berliner Verkehrsblätter
Die Berliner Verkehrsblätter mit dem Untertitel Informationsschrift des Arbeitskreises Berliner Nahverkehr e. V. erscheinen seit August 1954. Die Heftreihe informiert monatlich über das historische und aktuelle ÖPNV-Geschehen in Berlin und Umgebung. Sie erscheint 2024 im 71. Jahrgang, bisher wurden mehr als 840 Ausgaben veröffentlicht.

## Geschichte
Die Zeitschrift wurde 1954 von Siegfried Münzinger und Wolfgang Kramer begründet und erschien in den Jahren 1954 und 1955 unter dem Namen Der Berliner Verkehrsamateur. Das Ziel der Zeitschrift bestand darin, die mit dem Wiederaufbau einsetzende Modernisierung auf dem Verkehrssektor mit neuer Technik und neuen Fahrzeugen in einer fortzuschreibenden Verkehrschronik zu erfassen und zu dokumentieren. Die Informationsschrift erscheint seit Beginn monatlich und begann mit einer kostenlosen, dreiseitigen und hektografierten Auflage von 30 Exemplaren. Anfang der 1970er Jahre lag der Umfang bei 20 Seiten und die Auflage bei über 500 Exemplaren, geschrieben nach wie vor auf einer Handmatrize und im Handbetrieb vervielfältigt. Seit Januar 1972 werden die Verkehrsblätter im Offsetdruck hergestellt. Der Heftumfang liegt heute (Stand: 2024) bei 20–24 Seiten im Format DIN A4. Der Vertrieb erfolgt per Abonnement oder über Fachgeschäfte, die Ausgaben sind nicht online verfügbar.

## Themen
Nach eigener Angabe umfasst die Berichterstattung der Berliner Verkehrsblätter „aktuelle und historische Themengebiete: Linienchronik, Wagenpark, Tarifwesen, Museumsfahrzeuge, Technik, Rezensionen und aktuelle Kurzmeldungen aus den Bereichen S-Bahn, U-Bahn, Eisenbahn, Straßenbahn, Omnibus und Personenschifffahrt“. Fotos und Abbildungen ergänzen die Berichte. Zu den Themen der Ausgabe 1/2012 gehören beispielsweise: Berliner Dampfstraßenbahn 1886–1898 und Kilometersteine an Stamm- und Friedhofsbahn. Eine Schriftenreihe ergänzt die Publikationen der Berliner Verkehrsblätter. Zu den Themen der Bücher zählen eine Linienchronik der Berliner Straßenbahn von 1945 bis 1993, eine Chronik der Berliner U-Bahn und ein Kompendium der Bahnhöfe der Berliner S-Bahn.
Über die verlegerische Tätigkeit hinaus beteiligen sich die Berliner Verkehrsblätter an Ausstellungen, Sonderfahrten und Informationsveranstaltungen.